# Tordenc becgroc
El tordenc becgroc (Argya affinis) és un ocell de la família dels leiotríquids (Leiothrichidae).

## Hàbitat i distribució
Habita zones àrides amb matolls, vegetació secundària i terres de conreu de les terres baixes i turons del sud de l'Índia, cap al nord fins al centre de Mysore i centre d'Andhra Pradesh. També a Sri Lanka.